# 谷口香
谷口 香（たにぐち かおり 、1934年1月11日 - 2007年1月20日）は、日本の女優。旧姓・旧名は芸名と同じ：谷口香。本名は：丸山香、もしくは結婚後の本名は：関堂香 という典拠もあり、本名が丸山か関堂かは不明。
東京市（現東京都）出身。共立女子高等学校卒業。劇団昴に所属していた。

## 人物
1953年に文学座研究生となる。
1963年に劇団雲創設に加わる。
1976年に福田恆存、小池朝雄らと共に劇団昴の結成に参加。
劇団の中心女優として活動する傍ら、映画・テレビドラマにも数多く出演した。
2006年12月、舞台の代表作である劇団昴『八月の鯨』公演前に体調を崩して降板し、2007年1月20日、直腸癌のため東京都内の病院で死去した。73歳没。

## 出演

### 映画
- 乾杯! 女学生（1954年、新東宝） - 竹山君子
- 夕凪（1957年、東宝） - 見知らぬ女
- 恐喝（1958年、東宝） - 京子
- 砂の上の植物群（1964年、日活）
- おんなの渦と渕と流れ（1964年、日活） - 志村広子
- 吸血髑髏船（1968年、松竹） - まゆみ
- 3000キロの罠（1971年、東宝） - 加瀬麻知子
- 辻が花（1972年、松竹） - 諸田道代
- 黒の奔流（1972年、松竹） - 岡橋由基子
- 人間革命（1973年、シナノ企画 / 東宝）
- 流れの譜（1974年、松竹） - 料理屋のおかみ
- ともだち（1974年、日活児童映画室） - 新太の母
- ノストラダムスの大予言（1974年、東宝） - おりん[5]
- 狼よ落日を斬れ 風雲篇・激情篇・怒濤篇（1974年、松竹） - お峰
- 扉はひらかれた（1975年、新星映画社） - おまさ
- 茗荷村見聞記（1979年、東映） - 花田
- 戦国自衛隊（1979年、角川春樹事務所） - 祥吉とまいの母

### テレビドラマ
- 大河ドラマ （NHK）
  - 花の生涯（1963年）
  - 春の坂道（1971年） - お清 役
  - 徳川家康（1983年） - 正栄尼 役
  - 独眼竜政宗（1987年） - 栽松院 役
- 黄色い風土（1965年 - 1966年、NET / 東映）
- ザ・ガードマン（TBS / 大映テレビ室）
  - 第42話「女の青い炎」（1966年）
  - 第64話「東洋の涙」（1966年）
  - 第71話「見えない敵」（1966年）
  - 第152話「愛と憎しみの弾丸」（1968年）
  - 第198話「死刑執行人の歌が聞こえる」（1968年）
- 花のいのちを（1965年、CX / 松竹）…… 主演
- こころ妻（1966年、CX / 宝塚映画）…… 主演
- 大奥（1968年、KTV / 東映）
- 白い旋律（1970年、THK）…… 主演
- 徳川おんな絵巻（1970年、KTV / 東映）
- 水戸黄門（TBS / C.A.L）
  - 第2部 第6話「仇討ち無情 -松島-」（1970年11月2日） - 園江
  - 第7部 第24話「仇討ち角兵衛獅子 -長岡-」（1976年11月1日） - 秋乃
  - 第10部 第16話「母恋し鈴鹿馬子唄 -大津-」（1979年11月26日） - お艶
  - 第12部 第4話「兄と呼ばれた格之進 -諏訪-」（1981年9月21日） - 妙心尼
  - 第14部 第31話「天下の怪盗葵の光右衛門 -大坂-」（1984年5月28日） - お藤
  - 第16部 第19話「泣く子にゃ勝てぬ悪企み -福井-」（1986年9月1日） - お芳
  - 第21部 第32話「世直し旅よ永遠に -江戸-」（1992年11月9日） - 戸川
- 柳生十兵衛 第18話「隠密子守唄」（1971年、CX / 東映） - お圭
- 銭形平次 第282話「祭りの殺人」（1971年、CX / 東映） - お千代
- 眠狂四郎 第12話「鮮血は愛を染めた」（1972年、KTV / 東映）
- 落城の舞い（1972年、CX / NMC） - 淀君
- 火曜日の女シリーズ「ガラス細工の家」（1973年、日本テレビ / ユニオン映画）
- キイハンター 第251話「人間を溶かす死の落し穴」（1973年、TBS / 東映） - 堂本光枝
- 赤ひげ 第32話「退院」（1973年、NHK）
- 非情のライセンス（NET / 東映）
  - 第1シリーズ 第5話「兇悪の華」（1973年） - 橘洋子
  - 第2シリーズ
    - 第4話「兇悪の火」（1974年） - きみ
    - 第38話「男のうたは兇悪」（1975年） - 森山紀子
    - 第69話「兇悪の妻の座」（1976年） - 長瀬紀子
    - 第102話「自供」（1976年） - 松本良子
- 恐怖劇場アンバランス 第11話「吸血鬼の絶叫」（1973年[注釈 1]、CX / 円谷プロ） - 水谷庸子
- 必殺シリーズ（ABC / 松竹）
  - 助け人走る 第13話「生活大破滅」（1974年） - おみね
  - 暗闇仕留人 第16話「間違えて候」（1974年） - たね
  - 必殺仕事人 第1話「主水の浮気は成功するか?」（1979年） - お栄
  - 必殺仕舞人 第4話「江差追分母娘の別れ -北海道・江差-」（1981年） - お栄
  - 新・必殺仕舞人 第9話「金比羅舟々恨みの波越え」（1982年） - 司
  - 必殺仕事人IV 第23話「せん 遺言状を書く」（1984年） - お久
  - 必殺仕切人 第1話「もしも大奥に古狸がいたら」（1984年） - 歌橋
  - 必殺橋掛人 第6話「本所の七不思議を探ります」（1985年） - 姉小路（お清）
  - 必殺仕事人・激突! 第1話「ねずみ小僧の恋人」（1991年） - お初
- 影同心 第2話「罠かけ殺し節」（1975年、MBS / 東映） - おせつ
- 遠山の金さん 杉良太郎版 第73話「玉の輿を拒んだ女」（1977年、NET/東映）-おかね
- 娘の結婚  (CX/ライオン奥様劇場:1976/11/01～1976/12/31)　-娘(=杏子)の母親
- 大江戸捜査網（12ch / 三船プロ）
  - 第292話「異母兄弟の夜明け」（1977年） - おこま
  - 第400話「悪女が捨てた殺しの分け前」（1979年） - おとき
- 大岡越前（TBS / C.A.L）
  - 第5部 第14話「通りゃんせ」（1978年5月8日） - お紺
  - 第8部 第24話「雪絵を狙った夜の奉行」（1985年1月7日） - おちか
  - 第12部 第13話「殺しを見ていた女」（1992年1月13日） - お梶
  - 第15部 第7話「賄賂に揺れた老同心」（1998年10月12日） - たき
- 人間の証明（1978年、MBS / 東映）
- 西遊記 第2話「長い旅の始まり」（1978年、NTV）- 殷温嬌（玄奘の実母）
- 若さま侍捕物帳 第17話「参上!! 子ども鼠」（1978年、ANB / 国際放映）
- 風鈴捕物帳 第9話「父娘を結ぶ銀の駒」（1978年、ANB / 東映）
- 大空港 第41話「愛よ､大空に散れ! 特捜部対ヤクザの斗いPARTIII」（1979年、CX / 松竹） - ケイコ
- 太陽にほえろ!（NTV / 東宝）
  - 第381話「ともしび」（1979年） - 篠村綾
  - 第605話「離婚」（1984年） - 森孝子
  - 第687話「男と女の関係」（1986年） - 小田切柊子
- 赤い魂（1980年、TBS / 大映テレビ）
- 女弁護士 朝吹里矢子 第4作（1980年、ANB）
- ザ・ハングマン 第18話「大統領の隠し娘」（1981年、ABC） - 沢田孝子
- 長七郎天下ご免! 第71話「天狗が泣いた武士の道」（1981年、テレビ朝日） - 於律
- 影の軍団シリーズ（KTV / 東映）
  - 影の軍団II 第2話「姿なき吸血鬼」（1981年） - おしま
  - 影の軍団III 第10話「死を呼ぶ子守唄」（1982年） - 志津女
- 想い出づくり。（1981年、TBS） - 吉川優子
- 立花登・青春手控え 第19話「哀しみの罠」（1982年、NHK）
- ザ・サスペンス（1982年、TBS / 大映テレビ）
  - 松本清張の時間の習俗 - 土肥武夫の妻
  - 後鳥羽伝説殺人事件 - 野上智子
- 新五捕物帳 第173話「真心の旅路」（1982年、NTV）- 女郎屋のおかみ・およね
- 噂の刑事トミーとマツ 第2シリーズ 第40話「マツも仰天 空飛ぶトミー」（1982年、TBS / 大映テレビ） - 上条みね子
- 右門捕物帖 第28話「恋の罠」（1983年、NTV / ユニオン映画）
- 木曜ファミリーワイド / 松本清張の蒼い描点（1983年、CX / 大映テレビ） - 白井典子の母
- 大奥 （1983年、KTV / 東映）
  - 第6話「一に引き、二に運、三に器量」・第7話「種馬とれんげ草」 - 沢井
  - 第37話「さらば!田園交響楽」 - 松川
- 遠山の金さん 第1シリーズ 第95話「母恋いオルゴール・旅路の女!」（1984年、ANB / 東映）
- 暴れん坊将軍シリーズ（ANB / 東映）
  - 吉宗評判記暴れん坊将軍（暴れん坊将軍Ⅰ）
    - 第26話「朝寝朝酒で出世した男」（1978年）-たね
    - 第41話「切腹!酒呑み代官」（1978年）-たね
    - 第48話「極楽風呂に地獄を見た」（1979年）-たね
    - 第141話「春遠し凶賊の母」（1980年）-おりは

  - 暴れん坊将軍II
    - 第79話「花の江戸城 つまみ食い天国!」（1984年） - きわ
    - 第150話「吉宗危うし、消えた御神刀!」（1986年） - 春光尼

  - 暴れん坊将軍III
    - 第45話「吉宗無情、寒菊は語らず!」（1988年） - 佐和
    - 第81話「め組の半次郎の天国と地獄」（1989年） - 波野

  - 暴れん坊将軍IV 第4話「裏切り者に涙あり!」（1991年） - せつ
  - 暴れん坊将軍V 第15話「めおと春秋、涙に夢灯り」（1993年） - りく
  - 暴れん坊将軍VI 第37話「冷や飯剣法恋囃子」（1995年） - ふさ
- 長七郎江戸日記 第62話「ふたり玉三郎」（1985年、NTV / ユニオン映画） - 秀光尼
- 土曜ワイド劇場（ANB）
  - 混浴露天風呂連続殺人 第4作「女子大生秘湯ツアー連続殺人」（1985年） - 大野玲子
  - 八甲田山殺人暮色・若妻はなぜ襲われたか? 青森行“はつかり5号”にトリックが…（1991年）
  - 新・法医学教室の事件ファイル 第2作「死体が盗まれた!!女医が暴いた擬装殺人のカルテ」（1995年） - 三浦律子
  - 事件 第3作「死刑を求刑された女! 母は本当に父を殺したのか?」（1995年） - 桜子
  - ラーメン刑事「龍」の殺人推理 第1作「会津喜多方、殺意の女 ヤマンバ刑事とSLばんえつ号に乗っていた美女の秘密」（2000年） - 石崎まつえ
- スクール☆ウォーズ（1984年～1985年、TBS） - 山崎静代 役
- オレゴンから愛（1984年、CX）- 陽子の母
- このこ誰の子? 第8話「命預けた長距離便」（1986年、CX / 大映テレビ） - ペンションオーナー・かおり
- ジャングル 第15話「逮捕! 爆破魔」（1987年、NTV / 東宝）
- 花の生涯 井伊大老と桜田門（1988年、TX / 東映） - 霧島
- 火曜サスペンス劇場（NTV）
  - 女監察医・室生亜季子 第7作「もう一つの指紋」（1989年9月） - 吉崎はな 役
  - わが町 第4作「悪女? 愛人? 聖女? 殺された女の本当の顔」（1994年）
  - 女弁護士・高林鮎子 第28作「パリから届いた殺意」（2001年） - 河合康子 役
- 愛の流星（1999年、THK）
- はぐれ刑事純情派 第13シリーズ（2000年） - 森山泰子 役
- 女と愛とミステリー「48時間の恐怖・時計の針がナイフに変わるとき」（2004年1月18日、テレビ東京・BSジャパン） - 雨宮祐子 役

### 吹き替え
- アメリカを震撼させた夜（アイリーン・ブレナン）
- 刑事コロンボ 愛情の計算（マーガレット（ジェシカ・ウォルター））

### 演劇
- 八月の鯨
- 罪と罰

他